# Vikingar!

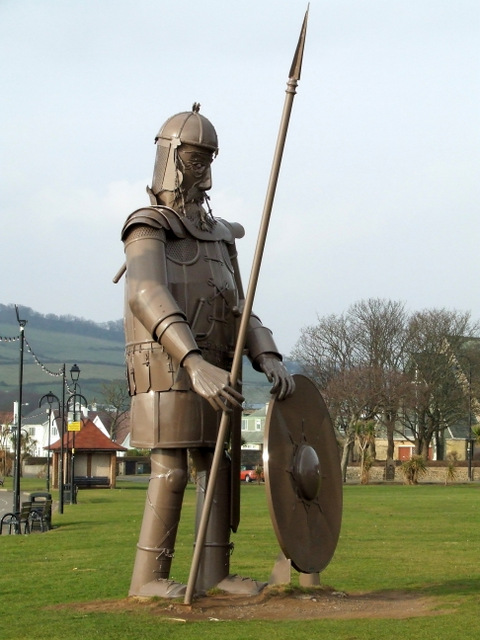
Vikingstandbeeld in Largs

Vikingar! is een museum in het Schotse Largs. Het museum belicht de tijd van de Vikingen in Schotland. Het museum bestaat uit een nagebouwd 8ste-eeuws langhuis. Er wordt aandacht besteed aan wapens, dagelijks leven. In de Valhalladrome wordt de Vikingtijd in Schotland uit de doeken gedaan met een film.